# Hraniční přechod České Velenice – Gmünd-Böhmzeil
Hraniční přechod České Velenice – Gmünd-Böhmzeil (německy Grenzübergang Gmünd–České Velenice) je bývalý silniční hraniční přechod na česko-rakouské státní hranici na hraničním úseku V/39 - V/39-1, (V/39 - V/39-1) mezi českou obcí České Velenice (okres Jindřichův Hradec, Jihočeský kraj) a rakouskou obcí Gmünd (okres Gmünd, Dolní Rakousy). Přechod leží v nadmořské výšce 483 m n. m. na silnici II/103. Před zrušením byl určen pro pěší turisty, cyklisty, motocykly, osobní automobily, autobusy bez omezení a nákladní dopravu.
Hraniční přechod byl zrušen při vstupu České republiky do Schengenského prostoru v roce 2007. V případě dočasného znovuzavedení ochrany vnitřních hranic je provoz na hraničním přechodu upraven Sdělením Ministerstva vnitra č. 395/2021 Sb.

## Další informace
- Hraniční přechod se nachází v Třeboňské pánvi u mostu přes řeku Lužnici, která u Českých Velenic tvoří hranici mezi Českou republikou a Rakouskem.
- Ve městě je více hraničních přechodů - kromě hlavního silničního ještě železniční, tři menší pro pěší a dvě společné hraniční cesty.